# بالستا
بالستا (به فرانسوی: Balesta) یک کمون (فرانسه) در فرانسه است که در canton of Montréjeau واقع شده‌است. بالستا ۷٫۱۶ کیلومتر مربع مساحت دارد ۴۰۲ متر بالاتر از سطح دریا واقع شده‌است.